# Eustomias tomentosis
Eustomias tomentosis es una especie de pez de la familia Stomiidae en el orden de los Stomiiformes.

## Hábitat
Es un pez de mar y de aguas profundas que vive entre 125-730 m de profundidad.

## Distribución geográfica
Se encuentran en las Islas Hawái.